# Diaethria astala
Diaethria astala là một loài bướm ngày thuộc họ Nymphalidae. Loài này có ở México to Colombia.
Ấu trùng ăn Serjania, Paullinia và Cardiospermum species.

## Phụ loài
- Diaethria astala astala (Mexico)
- Diaethria astala asteria (Mexico)
- Diaethria astala asteroide (Mexico)